# Тшцинець (гміна Ходель)
Тшцинець (пол. Trzciniec) — село в Польщі, у гміні Ходель Опольського повіту Люблінського воєводства.
Населення — 199 осіб (2011).
У 1975-1998 роках село належало до Люблінського воєводства.

## Демографія
Демографічна структура станом на 31 березня 2011 року:
|          | Загалом | Допрацездатний вік | Працездатний вік | Постпрацездатний вік |
| -------- | ------- | ------------------ | ---------------- | -------------------- |
| Чоловіки | 92      | 18                 | 65               | 9                    |
| Жінки    | 107     | 20                 | 62               | 25                   |
| Разом    | 199     | 38                 | 127              | 34                   |